# アンネット・一恵・ストゥルナート
アンネット・一恵・ストゥルナート（アンネット・かずえ・ストゥルナート、1938年 - ）は、兵庫県西宮市生まれの日本のオペラ歌手・声楽家。旧姓は高島。

## 人物
- その容姿と氏名から日系外国人に間違われることが多いが、純粋な日本人であり、出生名は高島一恵。
- 名前の「アンネット」は母が愛読していたロマン・ロランの小説『魅せられたる魂[1]』の主人公の名前から採られており、母から「アンネット」または「アンネちゃん」の愛称で呼ばれていたことによる。
- 苗字の「ストゥルナート」は結婚に伴う改姓であり、本名である（現在は離婚）。
- 元夫との間に娘が2人居る。
- 結婚と同時に国籍もオーストリア国籍に変更したが、離婚後も元夫の苗字を名乗っており、国籍もオーストリア国籍のままである。

## 少女時代
- 1938年、兵庫県西宮市に生まれる。
- 中華人民共和国・上海に移住し、幼少時代を過ごす。
- 1945年、終戦に伴い、暫し中国大陸を放浪した後に日本に帰国し、岡山県川上郡成羽町（現：岡山県高梁市成羽町地区）に転居、成羽町立吹屋小学校に入学。
- 吹屋小学校在学時、永らく海外住まいだったことで日本語が不得意なことと日本人離れした容姿によりイジメと偏見の対象となり、辛い学生時代を過ごす。
  - イジメなどによるストレスが原因でドモリが酷くなり、次第に誰とも口を利けなくなってしまうが、なぜか歌の発表会では堂々と唄うことができた。
- 高校生の時に母親が病死し、それがきっかけで一家離散となる。
  - 母が亡くなる時に「歌をやりなさい」との遺言を遺したため、歌手を目指すことを決意。
- 一旦は広島県の知人宅に預けられたが、後に高校を中退し、中卒のまま准看護婦として働きながら通信教育で音楽の勉強をする。
- 親戚の養女となって東京都に上京し、定時制高校に編入。
  - 定時制高校に通う傍ら、声楽家の坂本博士に師事し、声楽を学んで自らの個性を作り上げていく。
- 24歳で東京都内の定時制高校を卒業する。
  - 音楽大学を多数受験するも、特異な個性が仇となり「校風に合わない」と批評されて最終選考で全て不合格となる。

## 歌手活動開始
- 音大への進学を断念し、合唱団をベースとして歌手活動を開始。
  - 『ママレモン』などのCMソングで才能が徐々に開花し、「彼女が歌うと商品が売れる」と評判になるも、音大を出ていないことが批判の対象となる。
- 音楽への想いとは裏腹に活動の場が狭まっていく現実に悲観し、大量の睡眠薬を服用して自殺未遂を起こしたこともあった。

## ウィーンへの旅立ち
- 1969年、唄える場所を求めて日本脱出を決意、横浜港を出帆し、シベリアを経由してオーストリアのウィーンへ旅立つ。
- ウィーンに着いた後、教えを乞う講師を探して電話帳を開き、最初に見つかった女性講師・ロッテ・バブシカに師事。
- 1970年、ロッテ・バブシカの指導が功を奏してウィーン国立音楽大学に合格。
- 1971年、ウィーン国立歌劇場の団員試験に合格。東洋人初の同劇場合格者となった。
- 経歴や学歴を問わない世界がこの世には在るのだと歓喜するも、前例のない東洋人の入団にはやはり偏見や差別が付きまとうこととなる。
  - 団員やスタッフは一切相手にしてくれず、注文した食事が出てこない、衣装を渡してもらえない、といった、少女時代にも増してのイジメに耐えながらの生活を送る。
- 入団から4年後、突如として当時の世界最高権威の指揮者だったヘルベルト・フォン・カラヤンが評価してくれたことで、酷いイジメや差別・偏見がピタリと止んだ。
- 以降、約40年に亘ってウィーン国立歌劇場の舞台で唄い続け、演出家のオットー・シェンクや指揮者のレナード・バーンスタインらと交友を深めていき、ウィーン・フォルクスオーパーやザルツブルク音楽祭、ザルツブルク復活祭音楽祭など、ヨーロッパの舞台に多数出演。
- 2005年、『ラジオ深夜便』に出演し、知られざる経歴を語って反響を呼ぶ。
- 2006年、NHKのテレビやラジオに多数出演。
- 2007年、『ラジオ深夜便』を初めとして『課外授業ようこそ先輩』『この人にトキメキッ』『私の本棚』などに出演。
- 2008年、『いのちのうたコンサート』に出演し「一本の鉛筆」を披露。
- 2009年6月、ドイツのフランクフルトで開催された国際体操祭『日本の体操と文化の夕べ』に出演。
- 同年、ファンクラブ『カサブランカ友の会』が発足する。

## オペラ座の退団、舞台を日本に
- 2010年、6月6日の公演を最後にオペラ座を退団。嘗て居場所を見つけられなかった日本に活躍の場を移す。オペラ座での最後の様子は「ハイビジョン特集 わたしのラストオペラ～ウィーンの日本人歌手 最後の舞台～」としてNHK-BSで放映される[2]。
- 2013年、講習会活動『人体生理学と歌との関係』スタート。

現在は日本国内各地でコンサートの舞台に立ちながら後進の声楽指導に当たるなどの活動をしている。

## 著書
- 『ウィーンわが夢の町』 ISBN 978-4105054519 （アンネット・カズエ・ストゥルナート名義）